# Rhombophryne minuta
Espèce
Synonymes
- Mantipus minutus Guibé, 1975
- Plethodontohyla minuta (Guibé, 1975)

Statut de conservation UICN

 EN  : En danger
Rhombophryne minuta est une espèce d'amphibiens de la famille des Microhylidae.

## Répartition

Aire de répartition de Rhombophryne minuta.

Cette espèce est endémique du Nord de Madagascar. Elle se rencontre également sur l'île de Nosy Mangabe,.

## Description
Rhombophryne minuta mesure entre 16 et 22 mm. Les mâles ont un seul sac vocal.

## Publication originale
- Guibé, 1975 : Batraciens nouveaux de Madagascar. Bulletin du Museum National d'Histoire Naturelle, sér. 3, Zoologie, vol. 323, p. 1081-1089 (texte intégral).